# Camille Claudel
Camille Claudel, född 8 december 1864 i Fère-en-Tardenois i Aisne, död 19 oktober 1943 på mentalsjukhuset Montdevergues nära Avignon, var en fransk skulptör och grafiker. Hon var syster till författaren Paul Claudel. Stora delar av hennes liv präglades av relationen till Auguste Rodin. 

## Biografi
Camille Claudel föddes som dotter till den statliga tjänstemannen Louis-Prosper Claudel och Louise-Athanaïse Cervaux. Camille var äldst av tre syskon; hennes yngre syster Louise föddes två år senare och yngsta syskonet Paul 1868.
1870 fick Louis-Prosper Claudel förflyttning i sin verksamhet som avgiftsinsamlare, och familjen flyttade till Bar-le-Duc (departementet Meuse). Mellan fem och tolv års ålder gick Camille Claudel i skola hos Sœurs de la Doctrine Chrétienne de Nancy, en kristen orden som ägnade sig åt utbildning och vård av fattiga.

### Ungdomsåren
Ända sedan tidig ungdom drömde hon om att bli skulptör, och hennes talang för skulpterandet som tolvåring gjorde hennes far oroad. Skulptören Alfred Boucher, bekant till familjen, gav den unga flickan tips och instruktioner inom skulptur. Boucher hade 1876 vunnit andra pris i en stor konsttävling, och Louis-Prosper Claudel lyssnade på honom. Bouchers råd till Camille Claudel, att flytta till Paris för att kunna förkovra sig inom skulptur, kom dock i konflikt med tidens tankar om kvinnlighet och kvinnliga dygder.
1881 flyttade familjen till Paris, efter att Camilles mor lyckats övertyga sin make om nyttan med att ge åtminstone deras son en högre utbildning. Paul Claudel antogs vid Lycée Louis le Grand, medan hans syster Camille tog lektioner i skulptur vid Académie Colarossi på Rue de la Grande Chaumière. Året därpå skaffade 17-åringen Camille sig en ateljéplats tillsammans med ett antal andra unga kvinnor – de flesta från England. Alfred Boucher besökte ateljén en gång i veckan, för att bidra med tips och råd i deras arbete.

### Åren med Rodin
Därefter tog bildhuggaren Auguste Rodin över Bouchers ansvar för handledningen av de unga skulptriserna. Boucher hade 1882, via sitt Prix du Salon, fått chans att resa till Italien och Florens för att vidareutveckla sitt kunnande.
Två år senare, 1884, tog Rodin in 19-åringen som assistent till sin egen ateljé. Hon kom därefter att fungera som den 24 år äldre skulptörens medhjälpare, älskarinna, modell och musa. Deras komplicerade relation påverkade bådas konstnärskap och liv, och relationen med Rodin ledde till en brytning mellan Camille och den övriga familjen.
Claudel och Rodin samarbetade och var tidvis även älskare. Ofta fick hon lägga sitt eget arbete åt sidan för att hjälpa Rodin med hans verk, men de båda konstnärerna inspirerade även varandra i deras konstnärliga utveckling.
Flera gånger deltog Claudel på konstsalongen vid Champ-de-Mars. Detta inkluderade 1893 då hennes La Valse presenterades. Konstverket, med en ung man och en ung kvinna omslingrade i en dansomfamning. Det första utkastet bedömdes för vågat, särskilt för en kvinnlig konstnär, så den undre halvan av ensemblen kom att göras otydligare.
L'Âge mûr ('Den mogna åldern') anses som Claudels viktigaste verk. Det skapades under en sju år lång period, mellan 1893 och 1900, inspirerad av Claudels eget liv.  1893 lämnade Claudel också Rodin, efter ett decennium som hans lärling och älskare. 1899 färdigställdes gipsversionen av verket, där mannen släpper den knäböjande unga kvinnans hand och leds bort av den äldre kvinnan. I det verkliga livet lämnade Rodin Claudel, trots ett tidigare löfte om äktenskap, och fortsatte sin relation med sin långvariga partner Rose Beuret.

### Efter Rodin
I slutet av 1898 bröt Claudel med Rodin. Nu började en hård tid för Claudel, eftersom det var svårt att vara kvinnlig konstnär i Frankrike i slutet på 1800-talet. Den sista stora utställningen av hennes skulpturer ägde rum i december 1905.
Claudel började sedan att försvinna från sin bostad under långa perioder och varje vår förstörde hon sina skulpturer. L'Âge mûr var Claudels sista större verk.
I mars 1913 fördes hon till mentalsjukhuset Ville-Évrard i Neuilly-sur-Marne utanför Paris och därefter, i september 1914, till mentalsjukhuset Montdevergues nära Avignon. Där vistades hon i trettio år, fram till sin död i oktober 1943, 78 år gammal.

## Kända verk
Bland hennes mest kända verk märks Śakountala / L'abandon ("Śakuntala / Hängivelsen") (1888), Les Bavardes ("Pratmakerskorna") (1895; en studie i gips) och La Valse ("Valsen") (1905).

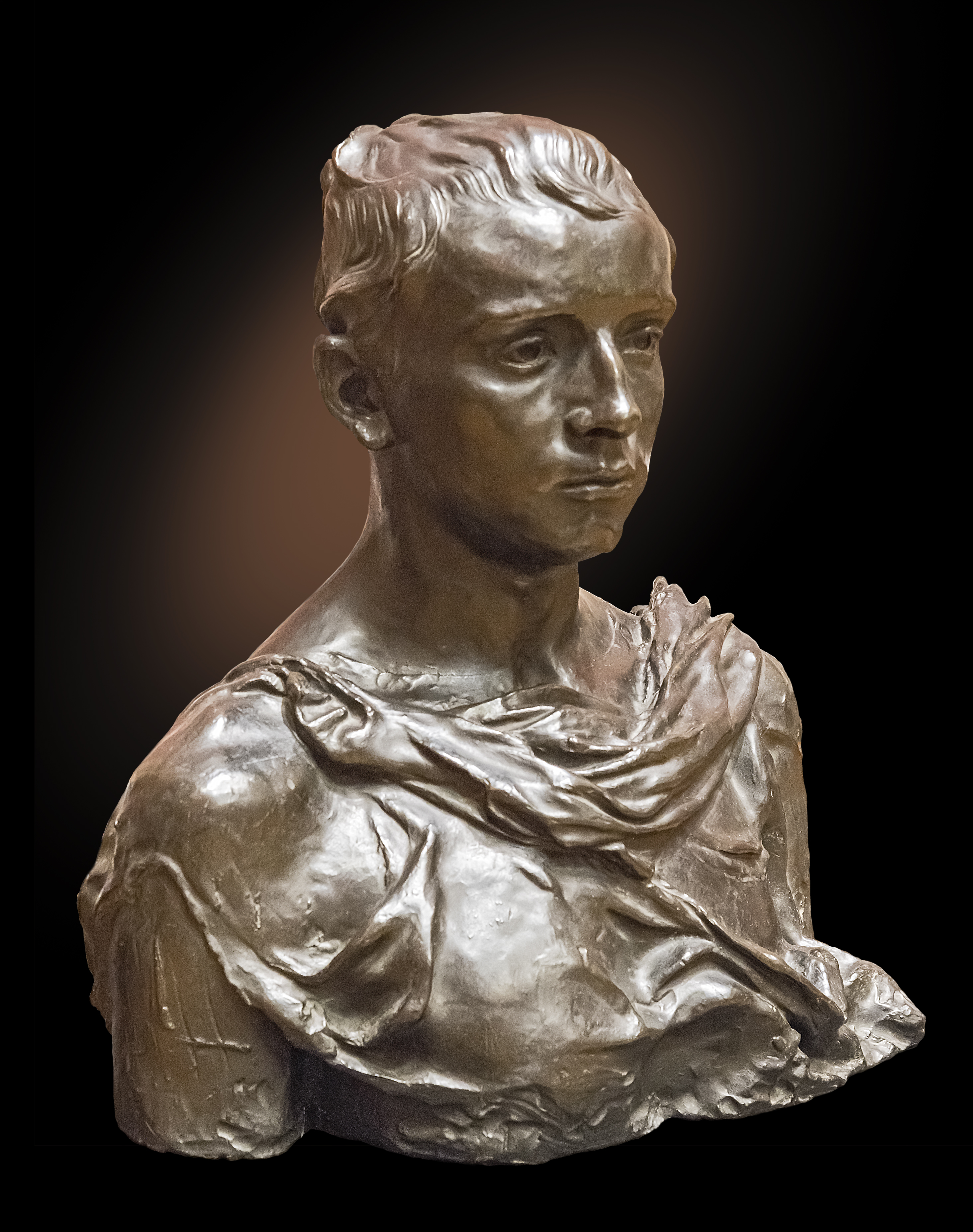
Paul Claudel à seize ans (1893)
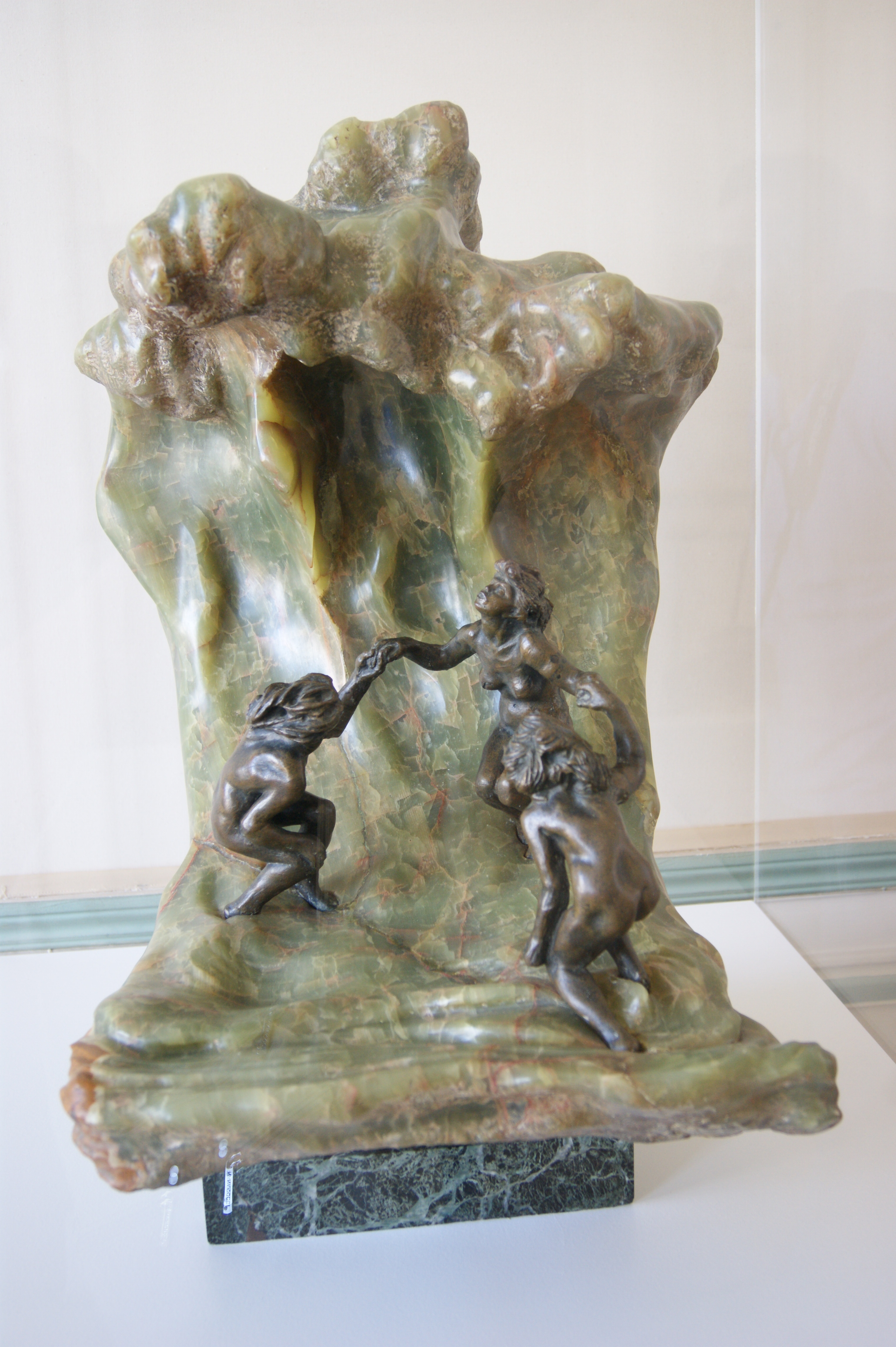
La Vague (1897)
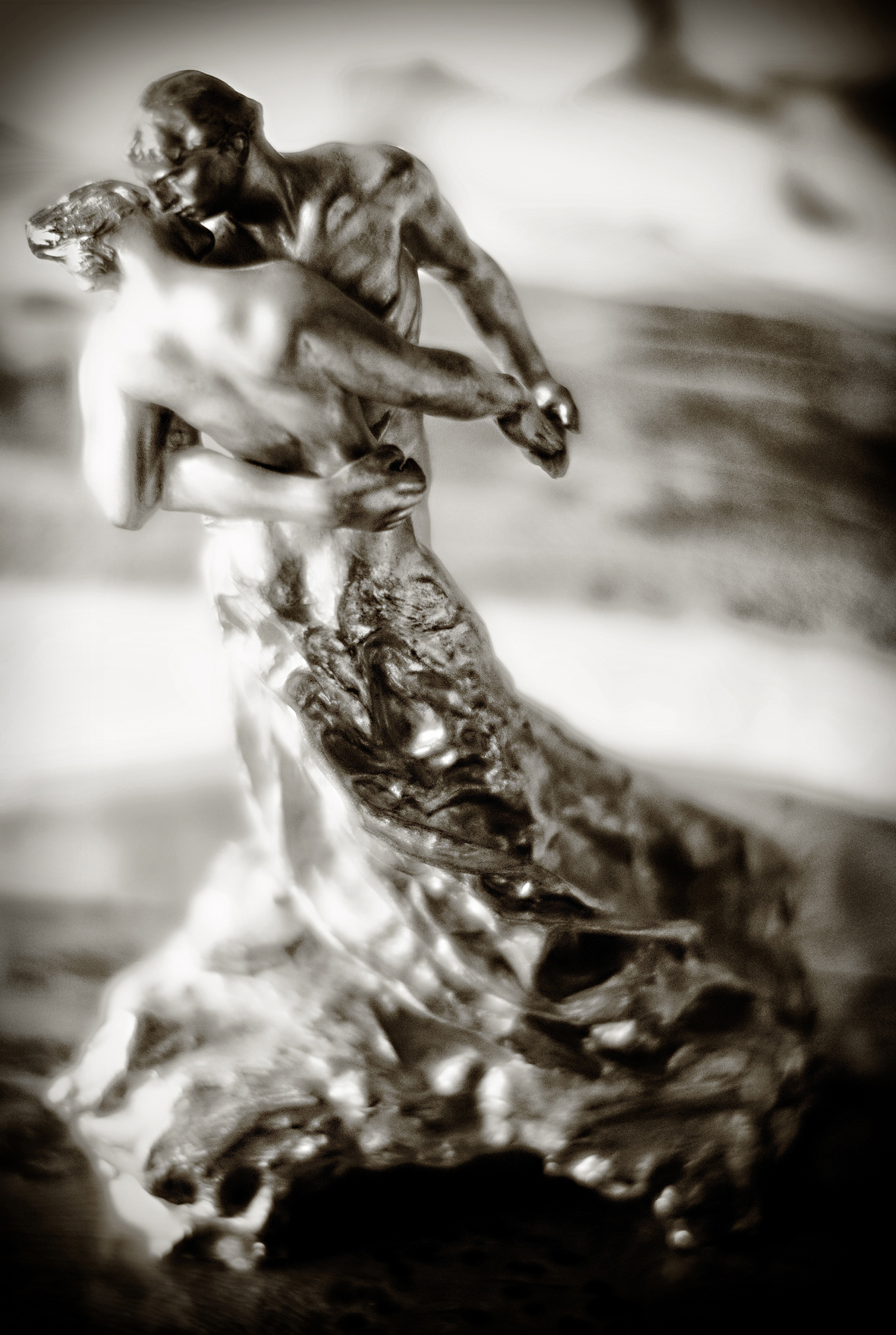
Valsen (La Valse, 1905)

## Claudel i kulturen
År 1988 gjordes en film om hennes liv, Camille Claudel, med Isabelle Adjani som Claudel och Gérard Depardieu i rollen som Auguste Rodin. År 2013 gjordes filmen Camille Claudel 1915 med Juliette Binoche i huvudrollen.